# Nagafukia
Nagafukia is een geslacht van halfvleugeligen uit de familie Aphrophoridae. De wetenschappelijke naam van dit geslacht is voor het eerst geldig gepubliceerd in 1940 door Matsumura.

## Soorten
Het geslacht Nagafukia  is monotypisch en omvat slechts de volgende soort:
- Nagafukia mushana Matsumura, 1940